# Pensamiento Xi Jinping
El Pensamiento Xi Jinping, oficialmente denominado Pensamiento de Xi Jinping sobre el socialismo con características chinas para una nueva era, presenta las ideologías políticas y económicas desarrolladas por Xi Jinping, secretario general del Comité Central del Partido Comunista de China. El 24 de octubre de 2017, la doctrina política se añadió a la Constitución del Partido, con lo que se equiparó al maoísmo y a la Teoría de Deng Xiaoping.

## Historia
La Constitución del Partido Comunista de China se adoptó en el II Congreso del Partido en 1922 y 23 años después, en el VII Congreso, se estableció que el «pensamiento Mao Zedong» sería su «ideología rectora». Esta última pasó a ser la ideología de Deng Xiaoping, añadida en la Constitución en 1992, durante el XV Congreso de 1997. Se mantuvo como tal durante quince años, hasta que fue reemplazada por la «concepción científica del desarrollo» en el XVIII Congreso. En 2012, Xi Jinping fue nombrado  secretario general del Comité Central del Partido —y por tanto líder primordial de China— y, desde entonces, pasó a ser «uno de los líderes más prominentes del país desde Mao». El 18 de octubre de 2017, en su discurso de apertura del XIX Congreso Nacional del Partido, Xi proclamó que el «socialismo con características chinas entra en una nueva era» y esbozó sus planes para convertir al país asiático en una «potencia socialista moderna».
Posteriormente, el Comité Permanente del Buró Político «creó» el «pensamiento sobre el socialismo con peculiaridades chinas de la nueva época» —al que le antepuso el nombre de Xi—, a partir de un informe de catorce principios que presentó el líder y enmarcado en el sistema teórico del socialismo con características chinas. De acuerdo con la información oficial del partido, se trataba de una continuación del «marxismo-leninismo, el pensamiento Mao Zedong, la teoría Deng Xiaoping, el importante pensamiento de la triple representatividad y la concepción científica del desarrollo». Al término del XIX Congreso, tal pensamiento y el nombre de Xi Jinping —«Pensamiento de Xi Jinping sobre el socialismo con características chinas para una nueva era»— se añadieron a la Constitución del Partido Comunista y la doctrina se aprobó como su principio rector. Por tanto, el político es el único, junto con Mao y Deng, cuyo nombre figura en el documento.

## Contenido

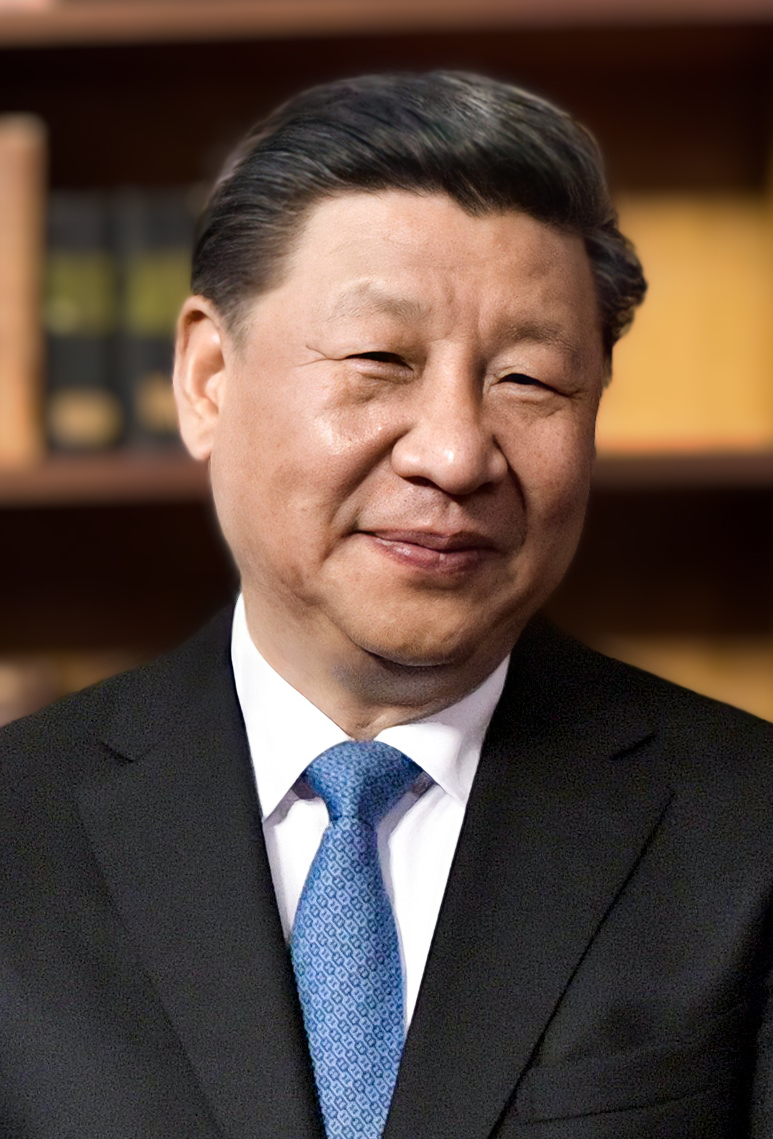
Xi Jinping en 2019.

El pensamiento consta de catorce principios políticos:
1. Garantizar el liderazgo del Partido Comunista de China sobre todas las formas de trabajo en China.
2. El Partido Comunista de China debe adoptar un enfoque centrado en el pueblo por el bien común.
3. La continuación de la «consolidación integral de las reformas».
4. Adoptar nuevas ideas de base científica para un «desarrollo innovador, coordinado, ecológico, abierto y compartido».
5. Continuar el «socialismo con características chinas» con «el pueblo como dueño del país».
6. Gobernar China como un Estado de Derecho.
7. «Practicar los valores centrales del socialismo», incluyendo el marxismo-leninismo y el socialismo con características chinas.
8. «Mejorar el nivel de vida y el bienestar de las personas es el objetivo principal del desarrollo».
9. Respeto a la naturaleza con políticas de «ahorro energético y protección del medio ambiente» y «contribuir a la seguridad ecológica global».
10. Perseguir un enfoque global para la seguridad nacional.
11. El Partido Comunista de China debe tener «un liderazgo absoluto» sobre el Ejército Popular de Liberación de China.
12. Promover el principio de «un país, dos sistemas» para Hong Kong y Macao y finalizar una futura «reunificación nacional completa» y seguir la política de Una Sola China y el Consenso de 1992 respecto a Taiwán.
13. Establecer un destino común entre el pueblo chino y otros pueblos del mundo con un «entorno internacional pacífico».
14. Mejorar la disciplina partidaria en el Partido Comunista de China.

## Estudio
Después del XIX Congreso, decenas de universidades chinas establecieron institutos de estudio del «Pensamiento de Xi Jinping» en un intento de incorporar la doctrina en todos los aspectos de la vida cotidiana. Asimismo, académicos como Jiang Shigong han desarrollado sus propias interpretaciones sobre la ideología. Los conceptos detrás del pensamiento se profundizaron en la colección de libros The Governance of China, editada por Foreign Languages Press. El primer volumen se publicó en septiembre de 2014 y el segundo en noviembre de 2017. Posteriormente, el 27 de noviembre, más de cien cineastas, actores y cantantes se reunieron en Hangzhou para estudiar el reporte del XIX Congreso y el «Pensamiento de Xi Jinping».
En julio de 2018, los vagones del Metro de Changchun se decoraron de rojo y con varias citas de Xi para celebrar el 97° aniversario del Partido Comunista. El gobierno local lo consideró un «manual espiritual altamente condensado» del «Pensamiento de Xi Jinping». Por otro lado, en enero de 2019, se lanzó la aplicación móvil Xuexi Qiangguo para el estudio del «Pensamiento de Xi Jinping», diseñada por el Departamento de Publicidad del Partido Comunista. Para marzo de 2019, sumaba diecisiete millones de descargas en la Huawei App Store y se mantenía en la primera posición de la App Store. Algunos medios reportaron que a los trabajadores gubernamentales se les obligó a descargar la aplicación y se «motivó» al público general a hacerlo.

## Análisis
Algunos analistas consideraron este era una maniobra de Xi para «perpetuarse en el poder», la cual pudo concretarse en marzo de 2018 con una reforma constitucional que eliminó los límites al número de mandatos presidenciales. Esta enmienda también incluyó el «Pensamiento Xi Jinping» dentro el documento, así como la mención del «rol dirigente» del Partido Comunista en su primer artículo. Por otra parte, también se le consideró una «nueva muestra del culto a la personalidad del líder y de la personalización del poder» en China, algo que Xi impulsó desde su llegada al poder. De acuerdo con Julian Gewirtz de Foreign Policy, la ideología, retrospectiva y prospectiva a la vez, se basa en la cultura tradicional china y en el materialismo dialéctico marxista. También presenta a Xi como una «encarnación heróica que puede unificar esos linajes y llevarlos adelante», a los que pretende adaptar al siglo XXI. En este sentido, Peters (2017) señala que el «Pensamiento Xi Jinping» representa una «lectura pragmática que adapta el marxismo al contexto chino y guía en una nueva era de modernización y gobernanza socialista china basada en el fortalecimiento del partido».